# Moše Šachal
Moše Šachal (hebrejsky: משה שחל‎, narozen 20. května 1934) je bývalý izraelský politik, poslanec Knesetu a ministr izraelských vlád.

## Biografie
Narodil se v iráckém Bagdádu a aliju do Izraele podnikl v roce 1950. Vystudoval ekonomii a politologii na Haifské univerzitě a následně právo na Telavivské univerzitě.
Svou politickou kariéru začal v roce 1964 zvolením do Haifské rady pracujících, kde působil až do roku 1971. V letech 1964 až 1969 byl rovněž členem haifské městské rady. Do izraelského parlamentu poprvé kandidoval ve volbách v roce 1969, nicméně na kandidátní listině startoval z 57. místa a aliance Ma'arach, za níž se o post poslance ucházel, ve volbách získala 56 mandátů. Poslancem se však stal ještě před koncem funkčního období Knesetu, do kterého nebyl těsně zvolen, když 1. září 1971 nahradil zesnulého poslance Mordechaje Ofera.
Znovuzvolen byl ve volbách v letech 1974, 1977, 1981 a mezi lety 1981 a 1984 byl místopředsedou Knesetu. Po svém čtvrtém znovuzvolení ve volbách v roce 1984 byl jmenován ministrem energetiky a infrastruktury. Tento ministerský post zastával i po následujících volbách v roce 1988 a to až do roku 1990, kdy strana Ma'arach opustila vládní koalici.
Před volbami v roce 1992 se strana Ma'arach transformovala na současnou Stranu práce a ve volbách zaznamenala mimořádný úspěch. Šachal po nich byl jmenován do dvou ministerských funkcí, a to na post ministra komunikací a ministra policie. Portfolio komunikací zastával do 7. června 1993, kdy byl nahrazen Šulamit Aloniovou. Ve stejné období však získal portfolio energetiky a výstavby, které už v minulosti zastával. V této ministerské funkci působil až do ledna 1995, kdy jej v nové Rabinově vládě nahradil Gonen Segev. Post ministra policie mu byl ponechán i po vraždě premiéra Jicchaka Rabina, avšak byl přejmenován na ministra vnitřní bezpečnosti.
I když poslanecký mandát obhájil v následujících volbách v roce 1996, z nichž Strana práce vyšla jako nejsilnější strana, vládu vytvořil Benjamin Netanjahu z Likudu, který zvítězil v přímých parlamentních volbách, které se tento rok poprvé konaly. Přišel tak o svou ministerskou funkci a 20. března 1998 nakonec rezignoval na svůj poslanecký mandát, načež byl nahrazen Rafikem Cha'dž Jachijou.
V době, kdy byl ještě poslancem, působil v letech 1974 až 1976 jako stálý pozorovatel při Radě Evropy a v letech 1976 až 1984 jako stálý zástupce při Meziparlamentní unii. Mimo Kneset byl předsedou Izraelské rady spotřebitelů.